# الولادة بعد الولادة القيصرية السابقة
في حالة إجراء عملية قيصرية سابقة ، يمكن التخطيط للحمل اللاحق مسبقًا للولادة بواسطة أي من الطريقتين الرئيسيتين التاليتين:
- الولادة المهبلية بعد ولادة قيصرية (VBAC)
- عملية قيصرية مكررة اختيارية (ERCS)

كلاهما لديهم مخاطر أكبر من الولادة الطبيعية دون ولادة قيصرية سابقة. هناك العديد من القضايا التي تؤثر على قرار الولادة البطنية المهبلية أو المخطط لها. هناك خطر أعلى بقليل لتمزق الرحم والوفاة في الفترة المحيطة بالولادة من الطفل مع VBAC من ERCS ، ولكن الخطر المطلق من هذه المضاعفات هو صغير ، لا سيما مع عملية قيصرية واحدة عرضية واحدة فقط السابقة. 60-80٪ من النساء اللواتي يخططن لـ VBAC سيحققن الولادة المهبلية الناجحة ، على الرغم من أن هناك مخاطر أكثر للأم والطفل من الولادة القيصرية غير المخطط لها مقارنة بمركزERCS. يقلل VBAC الناجح من خطر حدوث مضاعفات في الحمل المستقبلي من ERCS